# Supino
Supino är en ort och kommun i provinsen Frosinone i regionen Lazio i Italien. Kommunen hade 4 797 invånare (2018).